# Pomiary zewnętrzne miednicy
Pomiary zewnętrzne miednicy – pomiary miednicy, na podstawie których określa się przystosowanie jej do porodu drogami rodnymi. Pomiary zewnętrzne miednicy wykonywane są za pomocą miednicomierza. Wykazanie wymiarów zmniejszonych określa się mianem miednicy ścieśnionej. Może to być wskazaniem do cięcia cesarskiego.
Najważniejszą rolę w kontekście porodu fizjologicznego mają wymiary miednicy mniejszej. Jeżeli różnica między wymiarami: międzykolcowym a międzygrzebieniowym, wynosi ok. 3 cm można określić, że prawdopodobnie miednica mniejsza ma wymiary prawidłowe.
Prawidłowe wymiary między określonymi strukturami anatomicznymi dla miednicy większej wynoszą:
- wymiar międzykolcowy – odległość między brzegami kolców biodrowych przednich górnych: 25–26 cm
- wymiar międzygrzebieniowy – między najbardziej odległymi punktami grzebieni biodrowych: 28–29 cm
- wymiar międzykrętarzowy – odległość między najbardziej odległymi punktami krętarzy większych kości udowych: 31–32 cm
- sprzężna zewnętrzna – odległość między dołkiem wyrostka kolczystego V kręgu lędźwiowego a górnym zewnętrznym brzegiem spojenia łonowego: 20–21 cm